# Pedro Miguel Silva Rocha
Pedro Miguel Silva Rocha – noto come Pedrinho – (Póvoa de Varzim, 6 marzo 1985) è un ex calciatore portoghese, di ruolo difensore.

## Carriera

### Club

#### Varzim
Pedro Miguel Silva Rocha, detto Pedrinho, è nato a Póvoa de Varzim ed entra nel 1996, ad undici anni, nelle giovanili del Varzim, una delle compagini della sua città natale. Debutta con la prima squadra del Varzim in seconda divisione portoghese, nel corso della stagione 2003-2004, e riesce a collezionare due presenze e una rete nella stessa annata. Entra progressivamente nelle file dei titolari e già nella sua seconda stagione scende in campo 17 volte.
È però la stagione 2005-2006 la sua migliore in termini realizzativi (7 gol in 24 presenze). Pedrinho rimane al Varzim per altre due stagioni, fino al 2008, totalizzando 86 gettoni e nove reti, tutte nel campionato di seconda serie.

#### Académica
Nel 2008 passa all'Académica, con cui centra la promozione in Primeira Liga al termine della stagione 2007-2008. Alla sua prima stagione in massima serie, la Primeira Liga 2008-2009, Pedrinho disputa 27 incontri e segna in un'occasione. Nell'annata successiva scende in campo in altre 27 partite di campionato portoghese. Rimane nel club di Coimbra fino al 2011, raccogliendo in tre anni 85 gettoni e marcando una rete.

#### Lorient
Dal 2011 al 2015 milita nel Lorient, con cui ha modo di giocare 31 volte con la prima squadra. Può vantare anche 24 presenze col Lorient 2, la squadra di riserve del club bretone.

#### Rio Ave
Nell'estate 2015 lascia la Francia per tornare in patria, precisamente nelle file del Rio Ave, espressione calcistica di Vila do Conde. Nei suoi due anni al Rio Ave la squadra conquista due buoni piazzamenti in Primeira Liga (sesto e settimo posto) e Pedrinho gioca complessivamente 27 partite di campionato, spesso da gregario.

#### Desportivo Aves
Nel 2017 si trasferisce al Desportivo Aves ma non trova molto spazio (sei presenze soltanto). Ciononostante, conquista a fine stagione la prestigiosa Coppa di Portogallo 2017-2018, vinta in finale 2-1 contro lo Sporting, che si rivela il suo unico trofeo della carriera professionistica.

#### Leixões
Dal 2018 al 2020 disputa due stagioni a Matosinhos, al Leixões.

## Palmarès

### Club

#### Competizioni nazionali
- Coppa di Portogallo: 1

Desportivo Aves: 2017-2018